# Elachiptera tau
Elachiptera tau är en tvåvingeart som beskrevs av Curtis W. Sabrosky 1948. Elachiptera tau ingår i släktet Elachiptera och familjen fritflugor.
Artens utbredningsområde är Kentucky. Inga underarter finns listade i Catalogue of Life.